# Jan Willem Moll
Jan Willem Moll (Amsterdam, 3 juni 1851 - Groningen, 24 september 1933) was een Nederlands botanicus en plantenfysioloog.
Sinds 1889 was Moll lid van de Koninklijke Nederlandse Akademie van Wetenschappen (KNAW). Hij was vanaf 1890 hoogleraar aan de Rijksuniversiteit Groningen (RUG) en van 1909 tot 1910 rector magnificus.